# Marsupella rubida
Marsupella rubida là một loài Rêu trong họ Gymnomitriaceae. Loài này được (Mitt.) Grolle mô tả khoa học đầu tiên năm 1966.